# Језеро (филм)
Језеро је југословенски играни филм, снимљен 1950. године у режији Радивоја Лоле Ђукића. Сценарио је писао Југослав Ђорђевић.

## Радња
Почиње, после ослобођења изградња хидроцентрале на Неретви, а временске непогоде, као и сељаци који не дозвољавају потапање својих поседа омета изградњу. Да се радови не заврше и да се спречи изградња, ту су и људи који су из идеолошких разлога спремни на саботажу. Све то изазива разне драматичне ситуације, али, по завршетку изградње, видевши корист од електричне струје сви увиђају да је неопходан напредак у развоју земље.

## Улоге
| Глумац                 | Улога              |
| ---------------------- | ------------------ |
| Јован Милићевић        | Грађевинац Мато    |
| Берт Сотлар            | Инжењер Чернич     |
| Вера Илић-Ђукић        | Мара               |
| Карло Булић            | Инжењер Јуре Сувић |
| Миливоје Живановић     | Петар              |
| Јозо Лауренчић         | Исмет              |
| Јожа Рутић             | Фрањo              |
| Александар Стојковић   | Радник Антун       |
| Милан Пузић            | Јерко              |
| Драгомир Фелба         | Железничар         |
| Јанез Врховец          | Јозо               |
| Драгутин Добричанин    |                    |
| Дејан Дубајић          |                    |
| Зоран Лонгиновић       |                    |
| Владимир Медар         |                    |
| Мирослав Беловић       |                    |
| Бранка Пантелић        |                    |
| Васа Пантелић          |                    |
| Миодраг Петровић Чкаља |                    |
| Ивка Рутић             |                    |
| Милутин Татић          |                    |
| Душан Крцун Ђорђевић   |                    |
| Виктор Старчић         |                    |
| Даринка Тоскић         |                    |
| Бранко Војновић        |                    |
| Зора Златковић         |                    |
| Бошко Бошковић         |                    |

Комплетна филмска екипа  ▼
| Редитељ                   | Радивоје Лола Ђукић  |                                          |
| Сценариста                | Југослав Ђорђевић    |                                          |
| Композитор                | Михајло Вукдраговић  |                                          |
| Директор фотографије      | Ненад Јовичић        |                                          |
| Монтажер                  | Милада Рајшић — Леви |                                          |
| Сценограф                 | Василије Резников    |                                          |
| Уметнички директор        | Владислав Божанић    |                                          |
| Уметнички директор        | Милица Ступар        |                                          |
| Декоратер сцене           | Јосип Драшковић      |                                          |
| Декоратер сцене           | Михајло Лисовски     |                                          |
| Декоратер сцене           | Диме Сумка           |                                          |
| Одсек за шминку           | Јелисавета Данон     | шминкерка                                |
| Одсек за шминку           | Иван Лалић           | шминкер                                  |
| Менаџер продукције        | Душко Ерцеговић      | организатор (ас Душан Ерцеговић)         |
| Менаџер продукције        | Илија Голубовић      | директор филма                           |
| Менаџер продукције        | Теодор Палигорић     | директор филма                           |
| Менаџер продукције        | Драгољуб Петровић    | организатор                              |
| Помоћник режије           | Рико Калеф           | помоћник редитеља                        |
| Помоћник режије           | Миленко Максимовић   | помоћник редитеља                        |
| Помоћник режије           | Мирослав Пејић       | помоћник редитеља                        |
| Одсек за звук             | Душан Алексић        | тон мајстор                              |
| Одсек за звук             | Братислав Анић       | асистент тонског сниматеља               |
| Одсек за звук             | Душан Чикеш          | асистент тонског сниматеља               |
| Специјални ефекти         | Миодраг Стошић       | специјални ефекти                        |
| Специјални ефекти         | Душан Живковић       | специјални ефекти                        |
| Одсек за камеру и расвету | Лазар Барјактаревић  | пратилац камере                          |
| Одсек за камеру и расвету | Божидар Милетић      | пратилац камере                          |
| Одсек за камеру и расвету | Јован Прескар        | пратилац камере                          |
| Одсек за костим           | Ивка Бартуловић      | гардеробер                               |
| Одсек за костим           | Аница Стаменић       | гардеробер                               |
| Одсек за монтажу          | Катарина Зумбуловић  | асистент монтажера (као Кача Зумбуловић) |
| Музички одсек             | Михајло Вукдраговић  | диригент                                 |
| Остала екипа              | Славољуба Митровић   | секретар режије                          |